# Hard dance
Hard dance – termin określający grupę cięższych stylów elektronicznej muzyki tanecznej (z charakterystyczną cechą w postaci skocznego beatu 4/4).
Hard dance głównie obejmuje hardstyle i hardcore oraz pozostałe gatunki jak: hard trance, jumpstyle, hard house, trancecore
Jednym z głównych przedstawicieli stylu jest Willem Rebergen-Headhunterz.